# Nikola Popović Drekalović
Nikola Popović Drekalović je bio sin vojvode Mirčete Miće Drekalovića i prvi od potomaka  vojvode Ilika koji je poneo prezime Popović. Bio je kučki vojvoda i ratnik. Borio se u  Prvoj pohari Kuča 1774. pokušavajući da odbrani narod od Turaka. Brat od strica mu je bio Tomo Ivanović. Imao je sina Martina Popovića koji je nasledio zvanje kučkog vojvode.